# Thyrogonia aurantiiventris
Thyrogonia aurantiiventris är en fjärilsart som beskrevs av Sergius G. Kiriakoff 1953. Thyrogonia aurantiiventris ingår i släktet Thyrogonia och familjen björnspinnare. Inga underarter finns listade i Catalogue of Life.